# (31,15,7)-Blockplan
Der (31,15,7)-Blockplan ist ein spezieller symmetrischer Blockplan. Um ihn konstruieren zu können, musste dieses kombinatorische Problem gelöst werden: eine leere 31 × 31 - Matrix wurde so mit Einsen gefüllt, dass jede Zeile der Matrix genau 15 Einsen enthält und je zwei beliebige Zeilen genau 7 Einsen in der gleichen Spalte besitzen (nicht mehr und nicht weniger). Das klingt relativ einfach, ist aber nicht trivial zu lösen. Es gibt nur gewisse Kombinationen von Parametern (wie hier v = 31, k = 15, λ = 7), für die eine solche Konstruktion überhaupt machbar ist. In dieser Übersicht sind die kleinsten solcher (v,k,λ) aufgeführt.

## Bezeichnung
Dieser symmetrische 2-(31,15,7)-Blockplan wird Hadamard-Blockplan der Ordnung 8 genannt.

## Eigenschaften
Dieser symmetrische Blockplan hat die Parameter v = 31, k = 15, λ = 7 und damit folgende Eigenschaften:
- Er besteht aus 31 Blöcken und 31 Punkten.
- Jeder Block enthält genau 15 Punkte.
- Je 2 Blöcke schneiden sich in genau 7 Punkten.
- Jeder Punkt liegt auf genau 15 Blöcken.
- Je 2 Punkte sind durch genau 7 Blöcke verbunden.

## Existenz und Charakterisierung
Es existieren mindestens 22478260 nichtisomorphe 2-(31,15,7) - Blockpläne. Sechs dieser Lösungen sind: 
- Lösung 1 mit der Signatur 31·120. Sie enthält 465 Ovale der Ordnung 2.
- Lösung 2 mit der Signatur 31·560. Sie enthält 465 Ovale der Ordnung 2.
- Lösung 3 mit der Signatur 24·24, 7·64. Sie enthält 465 Ovale der Ordnung 2.
- Lösung 4 mit der Signatur 6·24, 16·36, 6·56, 3·96. Sie enthält 465 Ovale der Ordnung 2.
- Lösung 5 (dual zur Lösung 6) mit der Signatur 7·24, 16·42, 7·72, 1·112. Sie enthält 465 Ovale der Ordnung 2.
- Lösung 6 (dual zur Lösung 5) mit der Signatur 14·36, 14·52, 3·112. Sie enthält 465 Ovale der Ordnung 2.

## Liste der Blöcke
Hier sind alle Blöcke dieses Blockplans aufgelistet; zum Verständnis dieser Liste siehe diese Veranschaulichung
- Lösung 1

```
  1   2   3   4   6   7   9  10  14  17  22  23  24  26  28
  2   3   4   5   7   8  10  11  15  18  23  24  25  27  29
  3   4   5   6   8   9  11  12  16  19  24  25  26  28  30
  4   5   6   7   9  10  12  13  17  20  25  26  27  29  31
  1   5   6   7   8  10  11  13  14  18  21  26  27  28  30
  2   6   7   8   9  11  12  14  15  19  22  27  28  29  31
  1   3   7   8   9  10  12  13  15  16  20  23  28  29  30
  2   4   8   9  10  11  13  14  16  17  21  24  29  30  31
  1   3   5   9  10  11  12  14  15  17  18  22  25  30  31
  1   2   4   6  10  11  12  13  15  16  18  19  23  26  31
  1   2   3   5   7  11  12  13  14  16  17  19  20  24  27
  2   3   4   6   8  12  13  14  15  17  18  20  21  25  28
  3   4   5   7   9  13  14  15  16  18  19  21  22  26  29
  4   5   6   8  10  14  15  16  17  19  20  22  23  27  30
  5   6   7   9  11  15  16  17  18  20  21  23  24  28  31
  1   6   7   8  10  12  16  17  18  19  21  22  24  25  29
  2   7   8   9  11  13  17  18  19  20  22  23  25  26  30
  3   8   9  10  12  14  18  19  20  21  23  24  26  27  31
  1   4   9  10  11  13  15  19  20  21  22  24  25  27  28
  2   5  10  11  12  14  16  20  21  22  23  25  26  28  29
  3   6  11  12  13  15  17  21  22  23  24  26  27  29  30
  4   7  12  13  14  16  18  22  23  24  25  27  28  30  31
  1   5   8  13  14  15  17  19  23  24  25  26  28  29  31
  1   2   6   9  14  15  16  18  20  24  25  26  27  29  30
  2   3   7  10  15  16  17  19  21  25  26  27  28  30  31
  1   3   4   8  11  16  17  18  20  22  26  27  28  29  31
  1   2   4   5   9  12  17  18  19  21  23  27  28  29  30
  2   3   5   6  10  13  18  19  20  22  24  28  29  30  31
  1   3   4   6   7  11  14  19  20  21  23  25  29  30  31
  1   2   4   5   7   8  12  15  20  21  22  24  26  30  31
  1   2   3   5   6   8   9  13  16  21  22  23  25  27  31
```

- Lösung 2

```
  1   2   3   4   6   7   9  12  13  19  20  21  24  28  30
  2   3   4   5   7   8  10  13  14  20  21  22  25  29  31
  1   3   4   5   6   8   9  11  14  15  21  22  23  26  30
  2   4   5   6   7   9  10  12  15  16  22  23  24  27  31
  1   3   5   6   7   8  10  11  13  16  17  23  24  25  28
  2   4   6   7   8   9  11  12  14  17  18  24  25  26  29
  3   5   7   8   9  10  12  13  15  18  19  25  26  27  30
  4   6   8   9  10  11  13  14  16  19  20  26  27  28  31
  1   5   7   9  10  11  12  14  15  17  20  21  27  28  29
  2   6   8  10  11  12  13  15  16  18  21  22  28  29  30
  3   7   9  11  12  13  14  16  17  19  22  23  29  30  31
  1   4   8  10  12  13  14  15  17  18  20  23  24  30  31
  1   2   5   9  11  13  14  15  16  18  19  21  24  25  31
  1   2   3   6  10  12  14  15  16  17  19  20  22  25  26
  2   3   4   7  11  13  15  16  17  18  20  21  23  26  27
  3   4   5   8  12  14  16  17  18  19  21  22  24  27  28
  4   5   6   9  13  15  17  18  19  20  22  23  25  28  29
  5   6   7  10  14  16  18  19  20  21  23  24  26  29  30
  6   7   8  11  15  17  19  20  21  22  24  25  27  30  31
  1   7   8   9  12  16  18  20  21  22  23  25  26  28  31
  1   2   8   9  10  13  17  19  21  22  23  24  26  27  29
  2   3   9  10  11  14  18  20  22  23  24  25  27  28  30
  3   4  10  11  12  15  19  21  23  24  25  26  28  29  31
  1   4   5  11  12  13  16  20  22  24  25  26  27  29  30
  2   5   6  12  13  14  17  21  23  25  26  27  28  30  31
  1   3   6   7  13  14  15  18  22  24  26  27  28  29  31
  1   2   4   7   8  14  15  16  19  23  25  27  28  29  30
  2   3   5   8   9  15  16  17  20  24  26  28  29  30  31
  1   3   4   6   9  10  16  17  18  21  25  27  29  30  31
  1   2   4   5   7  10  11  17  18  19  22  26  28  30  31
  1   2   3   5   6   8  11  12  18  19  20  23  27  29  31
```

- Lösung 3

```
  2   4   6   8  10  12  14  16  18  20  22  24  26  28  30
  1   4   5   8   9  12  13  16  17  20  21  24  25  28  29
  3   4   7   8  11  12  15  16  19  20  23  24  27  28  31
  1   2   3   8   9  10  11  16  17  18  19  24  25  26  27
  2   5   7   8  10  13  15  16  18  21  23  24  26  29  31
  1   6   7   8   9  14  15  16  17  22  23  24  25  30  31
  3   5   6   8  11  13  14  16  19  21  22  24  27  29  30
  1   2   3   4   5   6   7  16  17  18  19  20  21  22  23
  2   4   7   9  11  13  14  16  18  20  23  25  27  29  30
  1   4   5  10  11  14  15  16  17  20  21  26  27  30  31
  3   4   6   9  10  13  15  16  19  20  22  25  26  29  31
  1   2   3  12  13  14  15  16  17  18  19  28  29  30  31
  2   5   6   9  11  12  15  16  18  21  22  25  27  28  31
  1   6   7  10  11  12  13  16  17  22  23  26  27  28  29
  3   5   7   9  10  12  14  16  19  21  23  25  26  28  30
  1   2   3   4   5   6   7   8   9  10  11  12  13  14  15
  2   4   6   8  10  12  14  17  19  21  23  25  27  29  31
  1   4   5   8   9  12  13  18  19  22  23  26  27  30  31
  3   4   7   8  11  12  15  17  18  21  22  25  26  29  30
  1   2   3   8   9  10  11  20  21  22  23  28  29  30  31
  2   5   7   8  10  13  15  17  19  20  22  25  27  28  30
  1   6   7   8   9  14  15  18  19  20  21  26  27  28  29
  3   5   6   8  11  13  14  17  18  20  23  25  26  28  31
  1   2   3   4   5   6   7  24  25  26  27  28  29  30  31
  2   4   7   9  11  13  14  17  19  21  22  24  26  28  31
  1   4   5  10  11  14  15  18  19  22  23  24  25  28  29
  3   4   6   9  10  13  15  17  18  21  23  24  27  28  30
  1   2   3  12  13  14  15  20  21  22  23  24  25  26  27
  2   5   6   9  11  12  15  17  19  20  23  24  26  29  30
  1   6   7  10  11  12  13  18  19  20  21  24  25  30  31
  3   5   7   9  10  12  14  17  18  20  22  24  27  29  31
```

- Lösung 4

```
  2   4   6   8  10  12  14  16  18  20  22  24  26  28  30
  1   4   5   8   9  12  13  16  17  20  21  24  25  28  29
  3   4   7   8  11  12  15  16  19  20  23  24  27  28  31
  1   2   3   8   9  10  11  16  17  18  19  24  25  26  27
  2   5   7   8  10  13  15  16  18  21  23  24  26  29  31
  1   6   7   8   9  14  15  16  17  22  23  24  25  30  31
  3   5   6   8  11  13  14  16  19  21  22  24  27  29  30
  1   2   3   4   5   6   7  16  17  18  19  20  21  22  23
  1   2   3  12  13  14  15  16  17  18  19  28  29  30  31
  1   4   6  10  11  13  15  16  17  20  22  26  27  29  31
  1   5   7  10  11  12  14  16  17  21  23  26  27  28  30
  2   4   7   9  11  13  14  16  18  20  23  25  27  29  30
  2   5   6   9  11  12  15  16  18  21  22  25  27  28  31
  3   4   5   9  10  14  15  16  19  20  21  25  26  30  31
  3   6   7   9  10  12  13  16  19  22  23  25  26  28  29
  1   2   3   4   5   6   7   8   9  10  11  12  13  14  15
  2   4   6   8  10  12  14  17  19  21  23  25  27  29  31
  1   4   5   8   9  12  13  18  19  22  23  26  27  30  31
  3   4   7   8  11  12  15  17  18  21  22  25  26  29  30
  1   2   3   8   9  10  11  20  21  22  23  28  29  30  31
  2   5   7   8  10  13  15  17  19  20  22  25  27  28  30
  1   6   7   8   9  14  15  18  19  20  21  26  27  28  29
  3   5   6   8  11  13  14  17  18  20  23  25  26  28  31
  1   2   3   4   5   6   7  24  25  26  27  28  29  30  31
  1   2   3  12  13  14  15  20  21  22  23  24  25  26  27
  1   4   6  10  11  13  15  18  19  21  23  24  25  28  30
  1   5   7  10  11  12  14  18  19  20  22  24  25  29  31
  2   4   7   9  11  13  14  17  19  21  22  24  26  28  31
  2   5   6   9  11  12  15  17  19  20  23  24  26  29  30
  3   4   5   9  10  14  15  17  18  22  23  24  27  28  29
  3   6   7   9  10  12  13  17  18  20  21  24  27  30  31
```

- Lösung 5

```
  2   4   6   8  10  12  14  16  18  20  22  24  26  28  30
  1   4   5   8   9  12  13  16  17  20  21  24  25  28  29
  3   4   7   8  11  12  15  16  19  20  23  24  27  28  31
  1   2   3   8   9  10  11  16  17  18  19  24  25  26  27
  2   5   7   8  10  13  15  16  18  21  23  24  26  29  31
  1   6   7   8   9  14  15  16  17  22  23  24  25  30  31
  3   5   6   8  11  13  14  16  19  21  22  24  27  29  30
  1   2   3   4   5   6   7  16  17  18  19  20  21  22  23
  1   2   4  11  13  14  15  16  17  18  20  27  29  30  31
  1   3   7  10  12  13  14  16  17  19  23  26  28  29  30
  1   5   6  10  11  12  15  16  17  21  22  26  27  28  31
  2   3   5   9  12  14  15  16  18  19  21  25  28  30  31
  2   6   7   9  11  12  13  16  18  22  23  25  27  28  29
  3   4   6   9  10  13  15  16  19  20  22  25  26  29  31
  4   5   7   9  10  11  14  16  20  21  23  25  26  27  30
  1   2   3   4   5   6   7   8   9  10  11  12  13  14  15
  2   4   6   8  10  12  14  17  19  21  23  25  27  29  31
  1   4   5   8   9  12  13  18  19  22  23  26  27  30  31
  3   4   7   8  11  12  15  17  18  21  22  25  26  29  30
  1   2   3   8   9  10  11  20  21  22  23  28  29  30  31
  2   5   7   8  10  13  15  17  19  20  22  25  27  28  30
  1   6   7   8   9  14  15  18  19  20  21  26  27  28  29
  3   5   6   8  11  13  14  17  18  20  23  25  26  28  31
  1   2   3   4   5   6   7  24  25  26  27  28  29  30  31
  1   2   4  11  13  14  15  19  21  22  23  24  25  26  28
  1   3   7  10  12  13  14  18  20  21  22  24  25  27  31
  1   5   6  10  11  12  15  18  19  20  23  24  25  29  30
  2   3   5   9  12  14  15  17  20  22  23  24  26  27  29
  2   6   7   9  11  12  13  17  19  20  21  24  26  30  31
  3   4   6   9  10  13  15  17  18  21  23  24  27  28  30
  4   5   7   9  10  11  14  17  18  19  22  24  28  29  31
```

- Lösung 6

```
  2   4   6   8   9  10  11  16  18  20  22  24  25  26  27
  1   4   5   8   9  12  13  16  17  20  21  24  25  28  29
  3   4   7   8  10  12  14  16  19  20  23  24  26  28  30
  1   2   3   8   9  14  15  16  17  18  19  24  25  30  31
  2   5   7   8  11  12  15  16  18  21  23  24  27  28  31
  1   6   7   8  11  13  14  16  17  22  23  24  27  29  30
  3   5   6   8  10  13  15  16  19  21  22  24  26  29  31
  1   2   3   4   5   6   7  16  17  18  19  20  21  22  23
  2   4   6  12  13  14  15  16  18  20  22  28  29  30  31
  1   4   5  10  11  14  15  16  17  20  21  26  27  30  31
  3   4   7   9  11  13  15  16  19  20  23  25  27  29  31
  1   2   3  10  11  12  13  16  17  18  19  26  27  28  29
  2   5   7   9  10  13  14  16  18  21  23  25  26  29  30
  1   6   7   9  10  12  15  16  17  22  23  25  26  28  31
  3   5   6   9  11  12  14  16  19  21  22  25  27  28  30
  1   2   3   4   5   6   7   8   9  10  11  12  13  14  15
  2   4   6   8   9  10  11  17  19  21  23  28  29  30  31
  1   4   5   8   9  12  13  18  19  22  23  26  27  30  31
  3   4   7   8  10  12  14  17  18  21  22  25  27  29  31
  1   2   3   8   9  14  15  20  21  22  23  26  27  28  29
  2   5   7   8  11  12  15  17  19  20  22  25  26  29  30
  1   6   7   8  11  13  14  18  19  20  21  25  26  28  31
  3   5   6   8  10  13  15  17  18  20  23  25  27  28  30
  1   2   3   4   5   6   7  24  25  26  27  28  29  30  31
  2   4   6  12  13  14  15  17  19  21  23  24  25  26  27
  1   4   5  10  11  14  15  18  19  22  23  24  25  28  29
  3   4   7   9  11  13  15  17  18  21  22  24  26  28  30
  1   2   3  10  11  12  13  20  21  22  23  24  25  30  31
  2   5   7   9  10  13  14  17  19  20  22  24  27  28  31
  1   6   7   9  10  12  15  18  19  20  21  24  27  29  30
  3   5   6   9  11  12  14  17  18  20  23  24  26  29  31
```

## Inzidenzmatrix
Dies ist eine Darstellung der Inzidenzmatrix dieses Blockplans; zum Verständnis dieser Matrix siehe diese Veranschaulichung
- Lösung 1

```
O O O O . O O . O O . . . O . . O . . . . O O O . O . O . . .
. O O O O . O O . O O . . . O . . O . . . . O O O . O . O . .
. . O O O O . O O . O O . . . O . . O . . . . O O O . O . O .
. . . O O O O . O O . O O . . . O . . O . . . . O O O . O . O
O . . . O O O O . O O . O O . . . O . . O . . . . O O O . O .
. O . . . O O O O . O O . O O . . . O . . O . . . . O O O . O
O . O . . . O O O O . O O . O O . . . O . . O . . . . O O O .
. O . O . . . O O O O . O O . O O . . . O . . O . . . . O O O
O . O . O . . . O O O O . O O . O O . . . O . . O . . . . O O
O O . O . O . . . O O O O . O O . O O . . . O . . O . . . . O
O O O . O . O . . . O O O O . O O . O O . . . O . . O . . . .
. O O O . O . O . . . O O O O . O O . O O . . . O . . O . . .
. . O O O . O . O . . . O O O O . O O . O O . . . O . . O . .
. . . O O O . O . O . . . O O O O . O O . O O . . . O . . O .
. . . . O O O . O . O . . . O O O O . O O . O O . . . O . . O
O . . . . O O O . O . O . . . O O O O . O O . O O . . . O . .
. O . . . . O O O . O . O . . . O O O O . O O . O O . . . O .
. . O . . . . O O O . O . O . . . O O O O . O O . O O . . . O
O . . O . . . . O O O . O . O . . . O O O O . O O . O O . . .
. O . . O . . . . O O O . O . O . . . O O O O . O O . O O . .
. . O . . O . . . . O O O . O . O . . . O O O O . O O . O O .
. . . O . . O . . . . O O O . O . O . . . O O O O . O O . O O
O . . . O . . O . . . . O O O . O . O . . . O O O O . O O . O
O O . . . O . . O . . . . O O O . O . O . . . O O O O . O O .
. O O . . . O . . O . . . . O O O . O . O . . . O O O O . O O
O . O O . . . O . . O . . . . O O O . O . O . . . O O O O . O
O O . O O . . . O . . O . . . . O O O . O . O . . . O O O O .
. O O . O O . . . O . . O . . . . O O O . O . O . . . O O O O
O . O O . O O . . . O . . O . . . . O O O . O . O . . . O O O
O O . O O . O O . . . O . . O . . . . O O O . O . O . . . O O
O O O . O O . O O . . . O . . O . . . . O O O . O . O . . . O
```

- Lösung 2

```
O O O O . O O . O . . O O . . . . . O O O . . O . . . O . O .
. O O O O . O O . O . . O O . . . . . O O O . . O . . . O . O
O . O O O O . O O . O . . O O . . . . . O O O . . O . . . O .
. O . O O O O . O O . O . . O O . . . . . O O O . . O . . . O
O . O . O O O O . O O . O . . O O . . . . . O O O . . O . . .
. O . O . O O O O . O O . O . . O O . . . . . O O O . . O . .
. . O . O . O O O O . O O . O . . O O . . . . . O O O . . O .
. . . O . O . O O O O . O O . O . . O O . . . . . O O O . . O
O . . . O . O . O O O O . O O . O . . O O . . . . . O O O . .
. O . . . O . O . O O O O . O O . O . . O O . . . . . O O O .
. . O . . . O . O . O O O O . O O . O . . O O . . . . . O O O
O . . O . . . O . O . O O O O . O O . O . . O O . . . . . O O
O O . . O . . . O . O . O O O O . O O . O . . O O . . . . . O
O O O . . O . . . O . O . O O O O . O O . O . . O O . . . . .
. O O O . . O . . . O . O . O O O O . O O . O . . O O . . . .
. . O O O . . O . . . O . O . O O O O . O O . O . . O O . . .
. . . O O O . . O . . . O . O . O O O O . O O . O . . O O . .
. . . . O O O . . O . . . O . O . O O O O . O O . O . . O O .
. . . . . O O O . . O . . . O . O . O O O O . O O . O . . O O
O . . . . . O O O . . O . . . O . O . O O O O . O O . O . . O
O O . . . . . O O O . . O . . . O . O . O O O O . O O . O . .
. O O . . . . . O O O . . O . . . O . O . O O O O . O O . O .
. . O O . . . . . O O O . . O . . . O . O . O O O O . O O . O
O . . O O . . . . . O O O . . O . . . O . O . O O O O . O O .
. O . . O O . . . . . O O O . . O . . . O . O . O O O O . O O
O . O . . O O . . . . . O O O . . O . . . O . O . O O O O . O
O O . O . . O O . . . . . O O O . . O . . . O . O . O O O O .
. O O . O . . O O . . . . . O O O . . O . . . O . O . O O O O
O . O O . O . . O O . . . . . O O O . . O . . . O . O . O O O
O O . O O . O . . O O . . . . . O O O . . O . . . O . O . O O
O O O . O O . O . . O O . . . . . O O O . . O . . . O . O . O
```

- Lösung 3

```
. O . O . O . O . O . O . O . O . O . O . O . O . O . O . O .
O . . O O . . O O . . O O . . O O . . O O . . O O . . O O . .
. . O O . . O O . . O O . . O O . . O O . . O O . . O O . . O
O O O . . . . O O O O . . . . O O O O . . . . O O O O . . . .
. O . . O . O O . O . . O . O O . O . . O . O O . O . . O . O
O . . . . O O O O . . . . O O O O . . . . O O O O . . . . O O
. . O . O O . O . . O . O O . O . . O . O O . O . . O . O O .
O O O O O O O . . . . . . . . O O O O O O O O . . . . . . . .
. O . O . . O . O . O . O O . O . O . O . . O . O . O . O O .
O . . O O . . . . O O . . O O O O . . O O . . . . O O . . O O
. . O O . O . . O O . . O . O O . . O O . O . . O O . . O . O
O O O . . . . . . . . O O O O O O O O . . . . . . . . O O O O
. O . . O O . . O . O O . . O O . O . . O O . . O . O O . . O
O . . . . O O . . O O O O . . O O . . . . O O . . O O O O . .
. . O . O . O . O O . O . O . O . . O . O . O . O O . O . O .
O O O O O O O O O O O O O O O . . . . . . . . . . . . . . . .
. O . O . O . O . O . O . O . . O . O . O . O . O . O . O . O
O . . O O . . O O . . O O . . . . O O . . O O . . O O . . O O
. . O O . . O O . . O O . . O . O O . . O O . . O O . . O O .
O O O . . . . O O O O . . . . . . . . O O O O . . . . O O O O
. O . . O . O O . O . . O . O . O . O O . O . . O . O O . O .
O . . . . O O O O . . . . O O . . O O O O . . . . O O O O . .
. . O . O O . O . . O . O O . . O O . O . . O . O O . O . . O
O O O O O O O . . . . . . . . . . . . . . . . O O O O O O O O
. O . O . . O . O . O . O O . . O . O . O O . O . O . O . . O
O . . O O . . . . O O . . O O . . O O . . O O O O . . O O . .
. . O O . O . . O O . . O . O . O O . . O . O O . . O O . O .
O O O . . . . . . . . O O O O . . . . O O O O O O O O . . . .
. O . . O O . . O . O O . . O . O . O O . . O O . O . . O O .
O . . . . O O . . O O O O . . . . O O O O . . O O . . . . O O
. . O . O . O . O O . O . O . . O O . O . O . O . . O . O . O
```

- Lösung 4

```
. O . O . O . O . O . O . O . O . O . O . O . O . O . O . O .
O . . O O . . O O . . O O . . O O . . O O . . O O . . O O . .
. . O O . . O O . . O O . . O O . . O O . . O O . . O O . . O
O O O . . . . O O O O . . . . O O O O . . . . O O O O . . . .
. O . . O . O O . O . . O . O O . O . . O . O O . O . . O . O
O . . . . O O O O . . . . O O O O . . . . O O O O . . . . O O
. . O . O O . O . . O . O O . O . . O . O O . O . . O . O O .
O O O O O O O . . . . . . . . O O O O O O O O . . . . . . . .
O O O . . . . . . . . O O O O O O O O . . . . . . . . O O O O
O . . O . O . . . O O . O . O O O . . O . O . . . O O . O . O
O . . . O . O . . O O O . O . O O . . . O . O . . O O O . O .
. O . O . . O . O . O . O O . O . O . O . . O . O . O . O O .
. O . . O O . . O . O O . . O O . O . . O O . . O . O O . . O
. . O O O . . . O O . . . O O O . . O O O . . . O O . . . O O
. . O . . O O . O O . O O . . O . . O . . O O . O O . O O . .
O O O O O O O O O O O O O O O . . . . . . . . . . . . . . . .
. O . O . O . O . O . O . O . . O . O . O . O . O . O . O . O
O . . O O . . O O . . O O . . . . O O . . O O . . O O . . O O
. . O O . . O O . . O O . . O . O O . . O O . . O O . . O O .
O O O . . . . O O O O . . . . . . . . O O O O . . . . O O O O
. O . . O . O O . O . . O . O . O . O O . O . . O . O O . O .
O . . . . O O O O . . . . O O . . O O O O . . . . O O O O . .
. . O . O O . O . . O . O O . . O O . O . . O . O O . O . . O
O O O O O O O . . . . . . . . . . . . . . . . O O O O O O O O
O O O . . . . . . . . O O O O . . . . O O O O O O O O . . . .
O . . O . O . . . O O . O . O . . O O . O . O O O . . O . O .
O . . . O . O . . O O O . O . . . O O O . O . O O . . . O . O
. O . O . . O . O . O . O O . . O . O . O O . O . O . O . . O
. O . . O O . . O . O O . . O . O . O O . . O O . O . . O O .
. . O O O . . . O O . . . O O . O O . . . O O O . . O O O . .
. . O . . O O . O O . O O . . . O O . O O . . O . . O . . O O
```

- Lösung 5

```
. O . O . O . O . O . O . O . O . O . O . O . O . O . O . O .
O . . O O . . O O . . O O . . O O . . O O . . O O . . O O . .
. . O O . . O O . . O O . . O O . . O O . . O O . . O O . . O
O O O . . . . O O O O . . . . O O O O . . . . O O O O . . . .
. O . . O . O O . O . . O . O O . O . . O . O O . O . . O . O
O . . . . O O O O . . . . O O O O . . . . O O O O . . . . O O
. . O . O O . O . . O . O O . O . . O . O O . O . . O . O O .
O O O O O O O . . . . . . . . O O O O O O O O . . . . . . . .
O O . O . . . . . . O . O O O O O O . O . . . . . . O . O O O
O . O . . . O . . O . O O O . O O . O . . . O . . O . O O O .
O . . . O O . . . O O O . . O O O . . . O O . . . O O O . . O
. O O . O . . . O . . O . O O O . O O . O . . . O . . O . O O
. O . . . O O . O . O O O . . O . O . . . O O . O . O O O . .
. . O O . O . . O O . . O . O O . . O O . O . . O O . . O . O
. . . O O . O . O O O . . O . O . . . O O . O . O O O . . O .
O O O O O O O O O O O O O O O . . . . . . . . . . . . . . . .
. O . O . O . O . O . O . O . . O . O . O . O . O . O . O . O
O . . O O . . O O . . O O . . . . O O . . O O . . O O . . O O
. . O O . . O O . . O O . . O . O O . . O O . . O O . . O O .
O O O . . . . O O O O . . . . . . . . O O O O . . . . O O O O
. O . . O . O O . O . . O . O . O . O O . O . . O . O O . O .
O . . . . O O O O . . . . O O . . O O O O . . . . O O O O . .
. . O . O O . O . . O . O O . . O O . O . . O . O O . O . . O
O O O O O O O . . . . . . . . . . . . . . . . O O O O O O O O
O O . O . . . . . . O . O O O . . . O . O O O O O O . O . . .
O . O . . . O . . O . O O O . . . O . O O O . O O . O . . . O
O . . . O O . . . O O O . . O . . O O O . . O O O . . . O O .
. O O . O . . . O . . O . O O . O . . O . O O O . O O . O . .
. O . . . O O . O . O O O . . . O . O O O . . O . O . . . O O
. . O O . O . . O O . . O . O . O O . . O . O O . . O O . O .
. . . O O . O . O O O . . O . . O O O . . O . O . . . O O . O
```

- Lösung 6

```
. O . O . O . O O O O . . . . O . O . O . O . O O O O . . . .
O . . O O . . O O . . O O . . O O . . O O . . O O . . O O . .
. . O O . . O O . O . O . O . O . . O O . . O O . O . O . O .
O O O . . . . O O . . . . O O O O O O . . . . O O . . . . O O
. O . . O . O O . . O O . . O O . O . . O . O O . . O O . . O
O . . . . O O O . . O . O O . O O . . . . O O O . . O . O O .
. . O . O O . O . O . . O . O O . . O . O O . O . O . . O . O
O O O O O O O . . . . . . . . O O O O O O O O . . . . . . . .
. O . O . O . . . . . O O O O O . O . O . O . . . . . O O O O
O . . O O . . . . O O . . O O O O . . O O . . . . O O . . O O
. . O O . . O . O . O . O . O O . . O O . . O . O . O . O . O
O O O . . . . . . O O O O . . O O O O . . . . . . O O O O . .
. O . . O . O . O O . . O O . O . O . . O . O . O O . . O O .
O . . . . O O . O O . O . . O O O . . . . O O . O O . O . . O
. . O . O O . . O . O O . O . O . . O . O O . . O . O O . O .
O O O O O O O O O O O O O O O . . . . . . . . . . . . . . . .
. O . O . O . O O O O . . . . . O . O . O . O . . . . O O O O
O . . O O . . O O . . O O . . . . O O . . O O . . O O . . O O
. . O O . . O O . O . O . O . . O O . . O O . . O . O . O . O
O O O . . . . O O . . . . O O . . . . O O O O . . O O O O . .
. O . . O . O O . . O O . . O . O . O O . O . . O O . . O O .
O . . . . O O O . . O . O O . . . O O O O . . . O O . O . . O
. . O . O O . O . O . . O . O . O O . O . . O . O . O O . O .
O O O O O O O . . . . . . . . . . . . . . . . O O O O O O O O
. O . O . O . . . . . O O O O . O . O . O . O O O O O . . . .
O . . O O . . . . O O . . O O . . O O . . O O O O . . O O . .
. . O O . . O . O . O . O . O . O O . . O O . O . O . O . O .
O O O . . . . . . O O O O . . . . . . O O O O O O . . . . O O
. O . . O . O . O O . . O O . . O . O O . O . O . . O O . . O
O . . . . O O . O O . O . . O . . O O O O . . O . . O . O O .
. . O . O O . . O . O O . O . . O O . O . . O O . O . . O . O
```

## Zyklische Darstellung
Es existieren zyklische Darstellungen (Singer-Zyklus) für zwei Lösungen dieses Blockplans, sie sind isomorph zur jeweiligen obigen Liste der Blöcke. Ausgehend von dem dargestellten Block erhält man die restlichen Blöcke des Blockplans durch zyklische Permutation der in ihm enthaltenen Punkte.
- Lösung 1

```
  1   2   3   4   6   7   9  10  14  17  22  23  24  26  28
```

- Lösung 2

```
  1   2   3   4   6   7   9  12  13  19  20  21  24  28  30
```

## Oval
Ein Oval des Blockplans ist eine Menge seiner Punkte, von welcher keine drei auf einem Block liegen. Hier ist ein Beispiel eines Ovals maximaler Ordnung für jede Lösung dieses Blockplans:
- Lösung 1

```
  1   2
```

- Lösung 2

```
  1   2
```

- Lösung 3

```
  1   2
```

- Lösung 4

```
  1   2
```

- Lösung 5

```
  1   2
```

- Lösung 6

```
  1   2
```